# Laicore
Laicore ist ein osttimoresischer Suco im Verwaltungsamt Laclo (Gemeinde Manatuto).

## Geographie
Laicore liegt im östlichen Zentrum des Verwaltungsamts Laclo. Der Nördliche Lacló, einer der wenigen Flüsse des nördlichen Timors, die ganzjährig Wasser führen, durchquert den Suco, bevor er die Nordgrenze zum Suco Uma Caduac bildet. Westlich befinden sich die Sucos Lacumesac und Hohorai und südlich Uma Naruc. Im Osten liegt das Verwaltungsamt Manatuto mit den Sucos Iliheu, Aiteas und Ailili.
2017 wurden die Aldeias Bahadic (Bahadik, Badik), Licore (Li-Core) und Rea-Hatu (Rehato) von Iliheu abgetrennt und als neugeschaffener Suco Laicore dem Verwaltungsamt Laclo zugeschlagen. Die Aldeia Hatu-Ruin wurde 2017 neu gebildet. Das Gebiet war erst 2015 von Lacumesac und Uma Naruc zu Iliheu gewechselt.
Südlich vom Ort Laclo befinden sich die Dörfer Licore und Rea-Hatu, zwischen dem Nördlichen Lacló und dem Fluss Lago Coi das Dorf Bahadic und westlich des Nördlichen Laclo Tuha.
Bahadic hat eine Grundschule.

## Einwohner

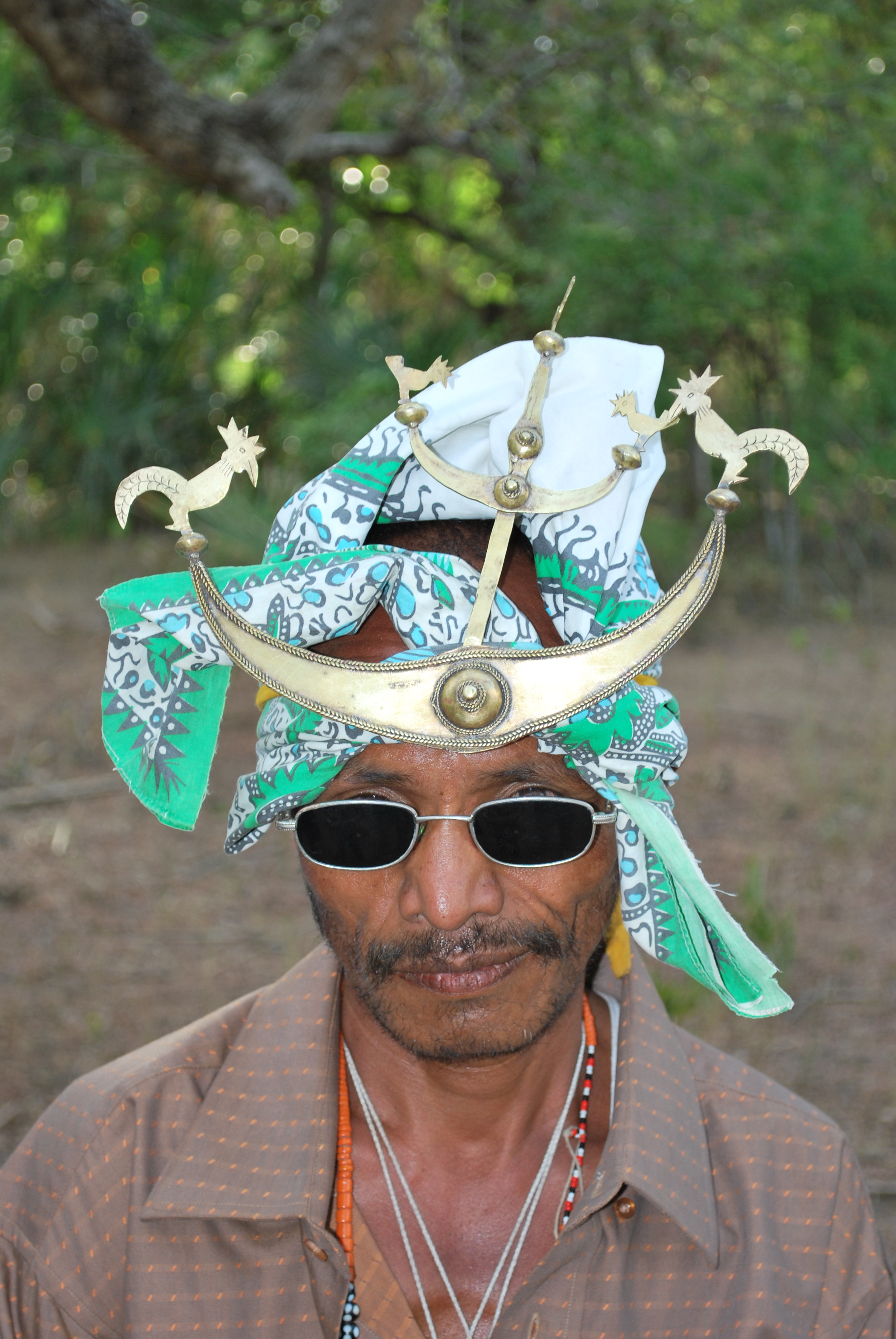
Morador aus Laicore mit Kaibauk

In Laicore leben 1.024 Einwohner (2022), davon sind 512 Männer und 512 Frauen. Im Suco gibt es 187 Haushalte.

## Geschichte
Laicore erscheint auf der Liste der timoresischen Reiche von Afonso de Castro (Gouverneur von Portugiesisch-Timor 1859–1863) aus dem Jahre 1868 und auf der Liste von 1883 von Gouverneur Bento da França Pinto de Oliveira. Auf beiden Listen wurde das Reich von Laicore der Militärkommandantur von Manatuto unterstellt.
Herrscher von Laicore
- Dom Carlos (1726)
- Dom António do Rosário (etwa 1769)
- Dona Anna do Rosário (1815)
- Dom António de Rosário Cabral (1854)
- Dom Carlos Cabral do Rosário (vor 1880 bis 1901)
- Teil von Manatuto 1901
- Diogo Cabral (20. Jahrhundert)

Vom Familiennamen „Rosário“ wird in der Region von Laicore erstmals in den 1720er Jahren berichtet. Möglicherweise wurde er von einem portugiesischen Schiff namens Nossa Senhora do Rosário übernommen, das 1712 hier auf einer Handelsmission war.
Am 5. Mai 1982 griffen Kämpfer der FALINTIL Bahadic an, stahlen Vieh und anderes Eigentum und töteten drei Bewohner. Die indonesische Armee brachte daraufhin die Einwohner Bahadics für drei Tage zum Ort Laclo. Danach kehrten sie in ihre Häuser zurück, da die Armee dort einen ständigen Posten einrichtete.

## Politik
Die Nachwahlen für die neue Administration fanden im Mai 2017 statt. Die Wahl gewann ZeltinoTinó do R. C. Cabral .